# Smeringopus
Genre
Smeringopus est un genre d'araignées aranéomorphes de la famille des Pholcidae.

## Distribution
Les espèces de ce genre se rencontrent en Afrique subsaharienne sauf Smeringopus pallidus qui est cosmopolite.

## Liste des espèces
Selon World Spider Catalog (version 21.0, 05/05/2020) :
- Smeringopus arambourgi Fage, 1936
- Smeringopus atomarius Simon, 1910
- Smeringopus badplaas Huber, 2012
- Smeringopus blyde Huber, 2012
- Smeringopus bujongolo Huber, 2012
- Smeringopus butare Huber, 2012
- Smeringopus bwindi Huber, 2012
- Smeringopus carli Lessert, 1915
- Smeringopus chibububo Huber, 2012
- Smeringopus chogoria Huber, 2012
- Smeringopus cylindrogaster (Simon, 1907)
- Smeringopus dehoop Huber, 2012
- Smeringopus dundo Huber, 2012
- Smeringopus florisbad Huber, 2012
- Smeringopus hanglip Huber, 2012
- Smeringopus harare Huber, 2012
- Smeringopus hypocrita Simon, 1910
- Smeringopus isangi Huber, 2012
- Smeringopus kalomo Huber, 2012
- Smeringopus katanga Huber, 2012
- Smeringopus koppies Huber, 2012
- Smeringopus lesnei Lessert, 1936
- Smeringopus lesserti Kraus, 1957
- Smeringopus lineiventris Simon, 1890
- Smeringopus lotzi Huber, 2012
- Smeringopus lubondai Huber, 2012
- Smeringopus luki Huber, 2012
- Smeringopus lydenberg Huber, 2012
- Smeringopus mayombe Huber, 2012
- Smeringopus mgahinga Huber, 2012
- Smeringopus mlilwane Huber, 2012
- Smeringopus moxico Huber, 2012
- Smeringopus mpanga Huber, 2012
- Smeringopus natalensis Lawrence, 1947
- Smeringopus ndumo Huber, 2012
- Smeringopus ngangao Huber, 2012
- Smeringopus oromia Huber, 2012
- Smeringopus pallidus (Blackwall, 1858)
- Smeringopus peregrinoides Kraus, 1957
- Smeringopus peregrinus Strand, 1906
- Smeringopus principe Huber, 2012
- Smeringopus roeweri Kraus, 1957
- Smeringopus rubrotinctus Strand, 1913
- Smeringopus ruhiza Huber, 2012
- Smeringopus sambesicus Kraus, 1957
- Smeringopus saruanle Huber, 2012
- Smeringopus sederberg Huber, 2012
- Smeringopus similis Kraus, 1957
- Smeringopus thomensis Simon, 1907
- Smeringopus tombua Huber, 2012
- Smeringopus turkana Huber, 2012
- Smeringopus ubicki Huber, 2012
- Smeringopus uisib Huber, 2012
- Smeringopus voi Yao & Li, 2019
- Smeringopus zonatus Strand, 1906

## Publication originale
- Simon, 1890 : Études arachnologiques. 22e Mémoire. XXXIV. Étude sur les arachnides de l'Yemen. Annales de la Société Entomologique de France, sér. 6, vol. 10, p. 77-124 (texte intégral).